# Detroit (Teksas)
Detroit je gradić u američkoj saveznoj državi Teksas. Prema popisu stanovništva iz 2010. u njemu je živjelo 732 stanovnika.